# Trębowiec Mały
Trębowiec Mały es un pueblo del distrito administrativo de Gmina Mirzec, en Starachowice, Voivodato de Świętokrzyskie, en Polonia. Está emplazado aproximadamente a  3 kilómetros (2 mi) al noroeste de Mirzec, 12 km (7 mi) al norte de Starachowice, y 44 km (27 mi) noroeste de la capital regional de Kielce.